# مزرعة الخالدية
مزرعة الخالدية تم تأسيسها من قبل الأمير خالد بن سلطان سنة 1983م تبلغ مساحتها حوالي 1680 هكتار تحتوي المزرعة على أجمل وأفضل الخيول العربية الأصيلة في العالم التي تشارك في السباقات الدولية كما أنها تضم محاصيل زراعية متنوعة ومحميات نباتية وحيوانية كما أنها تضم محمية الحياة الفطرية.

## الموقع
تقع المزرعة في مركز تبراك بمحافظة القويعية حيث تبعد عن المحافظة حوالي 60 كم كما تبعد عن مدينة الرياض حوالي 95 كلم من جنوب غرب الرياض.

## محتويات المزرعة
تحتوي المزرعة على مصنع للأسمدة العضوية، وغابات اصطناعية وبيوت زجاجية للمحاصيل الزراعية مثل الخضراوات التي لا تباع إلإ لأفخم الفنادق في الوطن العربي وتحتوي المزرعة على أكثر من 12526 نخلة تنتج أكثر من 618 طن من التمور كما يوجد بها أكثر من 31900 من أشجار الموالح التي تنتج حوالي 700 طن من البرتقال و 400 طن من الليمون في السنة الواحدة ويوجد أيضا العديد من المحميات للخضروانات تنتج أكثر من 650 طن من الطماطم و أكثر من 1200 طن من الخيار وتحتوي المزرعة على أكثر من 300 ألف زهرة وأكثر من 10 الاف نبات داخلي ولديها أكثر من مليون شتلة سنويات كما يوجد بالمزرعة أكثر من سبعين خلية نحل تنتج جوالي طن من العسل في السنة الواحدة ويوجد بها العديد من طيور السمان وأكثر من 16 ألف دجاجة تنتجها سنوية وبها أكثر من 35 ألف من الماشية.